# Estuna socken
Estuna socken i Uppland ingick i Lyhundra härad, ingår sedan 1971 i Norrtälje kommun och motsvarar från 2016 nästan helt Estuna distrikt.
Socknens areal är 75,20 kvadratkilometer, varav 58,18 land.  År 2000 fanns här 1 204 invånare.  Tätorten Svanberga samt sockenkyrkan Estuna kyrka ligger i socknen.  

## Administrativ historik
Estuna socken har medeltida ursprung. Före 1889 hörde byarna Färsna, Räfsja och Hårnacka, som ligger söder om Gillfjärden och det vattendrag som från nordost mynnar ut i sjön Ludden till Frötuna jordebokssocken. Byarna Norrsund, Brotorp och Stentorp hörde efter 1889 till Bro kyrksocken.
Vid kommunreformen 1862 övergick socknens ansvar för de kyrkliga frågorna till Estuna församling och för de borgerliga frågorna till Estuna landskommun. Landskommunen uppgick 1952 i Lyhundra landskommun som 1971 uppgick i Norrtälje kommun.  Församlingen uppgick 2006 i Estuna och Söderby-Karls församling.
1 januari 2016 inrättades distriktet Estuna, med samma omfattning som församlingen hade 1999/2000.  
Socknen har tillhört län, fögderier, tingslag och domsagor enligt vad som beskrivs i artikeln Lyhundra härad. De indelta soldaterna tillhörde Livregementets dragonkår, Roslags skvadron. De indelta båtsmännen tillhörde Södra Roslags 1:a och Norra Roslags 2:a båtsmanskompani.

## Geografi
Estuna socken ligger nordväst om Norrtälje med Erken i nordväst. Socknen är en kuperad slättbygd med inslag av kalkrik moränlera samt skog.
Vid kartläggningen av socknen på 1600-talet liksom även i 1500-talets jordeböcker bestod socknen av 28 byar. Några byar i den västra delen av socknen har kontinuitet från äldre järnåldern: Östra Eka, Norra Malma, Stjärnholm (tidigare Tarv), Svinninge och Vämlinge. I den östra delen av socknen ökade den odlingsbara marken genom strandförskjutningen.

### Topografi
Söder om Erken utbreder sig det starkt uppodlade slättlandskapet med mindre insprängda skogspartier. Socknens östra del som på grund av strandförskjutningen kunde uppodlas senare har däremot lägre andel öppen mark än den västra. Genom Gillfjärden mot Norrtäljeviken avvattnas flera vattendrag i den östra delen.
Berggrunden utgörs huvudsakligen av gnejs samt gnejs med granit. Kalkstenen som förekommer inom området utgörs dels av urbergskalksten dels av yngre silurkalksten, vilken är mindre vanlig i dessa trakter.
Estuna socken men även de övriga socknarna i Lyhundra härad avviker från det omgivande landskapet genom den starka uppodlingen, vilken närmast kan jämföras med centrala Upplands slättbygder. Sambandet med den kalkrika moränleran är tydligt.

### Byar/gårdar i socknen

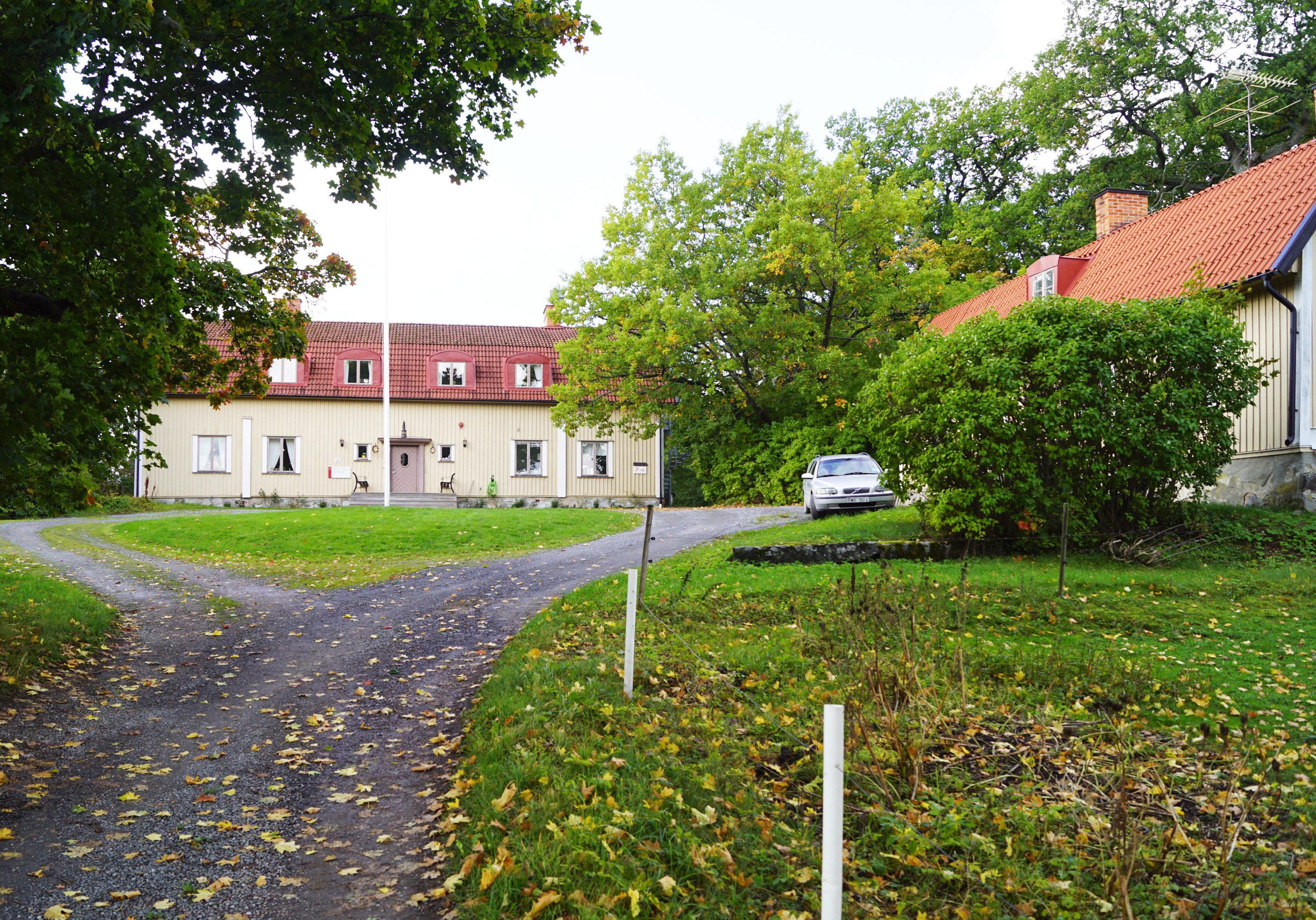
Norra Malma säteri.

- Vitsjö gård
- Norra Malma säteri.[10][11] Huvudbyggnaden uppfördes i mitten av 1700-talet för landshövding Lars Benzelstierna. Den byggdes om 1950-51.
- Stjärnholm. Huvudbyggnaden uppfördes vid en vik av Erken i början av 1700-talet. Dess föregångare utgjordes av en by vid namn Tarv (i Thaerff 1409). Byn bestod av 5 hemman på 1540-talet.
- Vämlinge. En reglerad by som tidigare bestod av 3 gårdar på en geometriskt reglerad bytomt. Ytterligare 2 enheter fanns inom byns ägor enligt en karta från 1707. Huvudbyggnaden vid Vämlinge är sannolikt uppförd i slutet av 1600-talet men har under 1800-talet och senare om- och tillbyggts. Efter en brand 2015, som lade huvudbyggnaden i aska, återuppbyggdes den i ursprunglig stil. Samtidigt revs och återuppbyggdes gårdens båda flygelbyggnader. Huset har fungerat som militär förläggning då det fanns en exercisplats i närheten.  Framför huvudbyggnaden växer en rad stora askar och lindar.
- Karby (i Karby 1409)
- Göringe bestod av 4 hemman under 1500-talet.

## Fornlämningar
Från bronsåldern finns spridda gravrösen. Från järnåldern finns cirka 60 gravfält och tre fornborgar. Sex runstenar och ett par silverskatter har påträffats.

## Namnet
Namnet skrevs 1289 Äsetunum kommer från kyrkbyn. Efterleden är tuna, inhägnad'. Förleden har tolkats som en inbyggarbeteckning äsar, 'åsbor' med syftning på den höjdsträckning kyrkan ligger på. Som alternativ tolkning har framförts plural av as, 'hednisk gud'.   